# الانپالام
الانپالام (به انگلیسی: Alanpallam) یک منطقهٔ مسکونی در هند است که در تامیل نادو واقع شده‌است.

## خصوصیات
الانپالام ۱٬۱۸۴ نفر جمعیت دارد.